# Mörttjärnen (Föllinge socken, Jämtland, 705813-143490)
Mörttjärnen är en sjö i Krokoms kommun i Jämtland och ingår i Indalsälvens huvudavrinningsområde.